# Portkey Games
Portkey Games es un sello de videojuegos propiedad de Warner Bros. Games, fundado en 2017 y dedicado a la creación de juegos de la franquicia Mundo Mágico. Inicialmente, la compañía se centró principalmente en la publicación de juegos para móviles, pero en 2023 se diversificó con el lanzamiento de Hogwarts Legacy tanto para PC como para consolas.

## Descripción general
Portkey Games se fundó en 2017 con el compromiso de producir juegos de aventura conectados con la franquicia de Wizarding World. El sello anunció su primer juego en 2017, trabajando con Niantic, los creadores de Pokémon Go, para producir un juego conocido como Harry Potter: Wizards Unite. El juego cuenta con la misma realidad aumentada que en Pokémon Go pero utiliza personajes del universo de Harry Potter.
Más adelante en 2017, antes del lanzamiento de Wizards Unite,  Portkey Games también anunció un segundo juego para móviles en desarrollo, llamado Harry Potter: Hogwarts Mystery. Este juego permite a los usuarios jugar como un estudiante de Hogwarts y se ambienta antes de los eventos de la saga de Harry Potter. El juego se lanzó exclusivamente para iOS y Android el 25 de abril de 2018. Portkey Games lanzó posteriormente dos juegos para móviles más: Harry Potter: Puzzles & Spells en 2020 y Harry Potter: Magic Awakened en 2021. Hasta octubre de 2022, los cuatro juegos para móviles lanzados habían acumulado más de mil millones de dólares en ingresos globales.
En 2023, Portkey Games lanzó Hogwarts Legacy, un juego de rol de acción desarrollado por Avalanche Software. El juego se ambienta a finales del siglo XIX y se desarrolla en varios lugares del Mundo Mágico. A dos semanas de su estreno el juego ya había vendido 12 millones de copias y recaudado 850 millones de dólares en ventas a nivel mundial, convirtiéndose en un gran éxito. También batió récords de participación de jugadores para Warner Bros. Games, alcanzando 280 millones de horas de juego.

## Lanzamientos
| Año  | Título                            | Desarrollador                  | Plataforma                                                                                           | Ref.   |
| ---- | --------------------------------- | ------------------------------ | --- | ------ |
| 2018 | Harry Potter: Hogwarts Mystery    | Jam City                       | Android, iOS                                                                                         | [ 14 ] |
| 2019 | Harry Potter: Wizards Unite       | Niantic WB Games San Francisco | Android, iOS                                                                                         | [ 11 ] |
| 2020 | Harry Potter: Puzzles & Spells    | Zynga                          | Android, iOS, Fire OS, Facebook                                                                      | [ 15 ] |
| 2021 | Harry Potter: Magic Awakened      | Zen Studio                     | Android, iOS, Windows                                                                                | [ 15 ] |
| 2023 | Hogwarts Legacy                   | Avalanche Software             | PlayStation 4, PlayStation 5, Windows, Xbox One, Xbox Series X/S, Nintendo Switch, Nintendo Switch 2 | [ 21 ] |
| 2024 | Harry Potter: Quidditch Champions | Unbroken Studios               | PlayStation 4, PlayStation 5, Windows, Xbox One, Xbox Series X/S, Nintendo Switch                    | [ 22 ] |